# Gamou (Níger)
Gamou es una comuna rural del departamento de Goure de la región de Zinder, en Níger. En diciembre de 2012 presentaba una población censada de 23 218 habitantes, de los cuales 11 745 eran hombres y 11 473 eran mujeres.
Perteneció al sultanato de Zinder hasta finales del siglo XIX. Dentro del sultanato, el gobernante local Daoudou, quien murió en 1891, logró conseguir una gran autonomía para Gamou frente a localidades importantes vecinas como Gouré y Kellé. Esto permitió a Gamou mantener su propio cantón durante la colonización francesa, aunque hubo algunos intentos de disolverlo. La economía local se basa en la trashumancia, albergando un mercado de ganado los martes. La localidad está habitada principalmente por hausas, fulanis, tuareg y tubus.
Se encuentra situada en el centro-sureste del país, unos 50 km al noroeste de Gouré.